# Palm Springs International ShortFest
O Festival Internacional de Curtas-Metragens de Palm Springs (conhecido como Palm Springs International ShortFest), realizado anualmente em Palm Springs, Califórnia, é o maior festival de filmes de curtas-metragens dos Estados Unidos.
O Festival Internacional de Curtas-Metragens de Palm Springs acontece durante sete dias em junho, exibindo mais de 350 curtas todos os anos e hospedando um Mercado de Curtas-Metragens com mais de 3.000 novos curtas-metragens anualmente. Ele também apresenta um programa de três dias de seminários, master classes, painéis e mesas redondas com entrada gratuita para todos os cineastas e convidados da indústria. Festival de qualificação AMPAS, o PSISF já recebeu 97 curtas-metragens em seus 19 anos de história, que garantiram indicações ao Oscar nas categorias de curtas-metragens.
O Festival de Curtas-Metragens é um derivado do Palm Springs International Film Festival, que acontece todo mês de janeiro.